# Regionaler Planungsverband
Regionale Planungsverbände sind Organisationen, die als Träger der Regionalplanung die räumliche Entwicklung einer Region koordinieren. 
Sie zählen im Freistaat Bayern zu den Körperschaften des öffentlichen Rechts. In den Planungsregionen in Bayern sind sie als Zusammenschluss der Gemeinden und Landkreise einer Region die Träger der Regionalplanung im übertragenen Wirkungskreis. Die Regionalen Planungsverbände entstanden in Bayern am 1. April 1973 auf Grundlage des Bayerischen Landesplanungsgesetzes von 1970.
Regionale Planungsverbände mit ähnlicher Funktion gibt es auch in anderen deutschen Bundesländern, z. B. in Sachsen und Mecklenburg-Vorpommern, sowie in der Schweiz und Österreich. In Baden-Württemberg gibt es analog die Regionalverbände.

## Beispielhafter Aufbau
Nach Art. 10  Abs. 1 des Landesplanungsgesetzes bestehen in Bayern folgende Organe des Regionalen Planungsverbandes:
- die Verbandsversammlung
- der Planungsausschuss und
- der Verbandsvorsitzende

Weitere Planungsbeteiligte sind:
- die Geschäftsstelle mit dem Geschäftsführer sowie
- der Regionsbeauftragte für die Region bei der jeweiligen Bezirksregierung

## Weblink
- Bayernportal: „Regionale Planungsverbände“, abgerufen am 26. Mai 2022